# Nimboa espanoli
Nimboa espanoli är en insektsart som beskrevs av Ohm 1973. Nimboa espanoli ingår i släktet Nimboa och familjen vaxsländor. Inga underarter finns listade i Catalogue of Life.